# 金江乡 (邵阳县)
金江乡，是中华人民共和国湖南省邵陽市邵阳县下辖的一个乡镇级行政单位。

## 行政区划
金江乡下辖以下地区：
金江村、新建村和枇杷村。